# 乌兰丘站
乌兰丘站是位于内蒙古自治区陈巴尔虎旗乌兰丘村的一个铁路车站，邮政编码21022。车站建于1987年，有滨洲铁路经过该站，现办理客运业务，不办理货运业务，车站及其上下行区间均已电气化。车站距离哈尔滨站789公里，隶属哈尔滨铁路局，是五等站。